# Sigerich (Regensburg)
Sigerich († 768) war der zweite Bischof von Regensburg von 762 bis 768.
Über Bischof Sigerich ist kaum mehr bekannt als seine namentliche Nennung. Er wird wie sein Nachfolger zur hochadeligen Familie der Hachilinga (siehe auch Hechlingen) gerechnet. Sigerich war, wie die anderen ersten Regensburger Bischöfe auch zugleich Vorsteher von Kloster Sankt Emmeram. Er erscheint im Zusammenhang von Schenkungen an das Kloster Niederaltaich. Man rechnet ihn zu den Anwesenden der Synode von Aschheim, die sich in einem Schreiben an den Herzog Tassilo III. wendet. Aus dem Stil des Schriftstücks leiten Forscher eine politisch einflussreiche Position des Bischofs und der anderen Verfasser ab.